# Instytut Filologii Angielskiej Uniwersytetu Wrocławskiego
Instytut Filologii Angielskiej Uniwersytetu Wrocławskiego – jednostka dydaktyczno-naukowa należąca do struktur Wydziału Neofilologii Uniwersytetu Wrocławskiego. Dzieli się na 5 zakładów i 7 pracowni naukowych. Ma uprawnienia do nadawania stopni naukowych doktora i doktora habilitowanego oraz wnioskowania o nadanie tytułu naukowego profesora. Prowadzi działalność dydaktyczną i badawczą związaną ze współczesnym językiem angielskim, językoznawstwem teoretycznym, psycholingwistyką, studiami kontrastywnymi studiami polsko-angielskimi, literaturoznawstwem epoki elżbietańskiej (dramatem), literaturą angielską, amerykańską i irlandzką XIX i XX wieku (poezja, powieść i dramat), literackimi studiami porównawczymi (literatura angielska, amerykańska i literatury europejskie), metodyką nauczania języków obcych, teorią i praktyką nauczania języka angielskiego jako języka drugiego, etnolingwistyką, płcią kulturową, badaniami dyskursu, przekładoznawstwem, językoznawstwem kulturowym. 
Instytut oferuje studia na kierunku filologia ze specjalnością filologia angielska oraz studia podyplomowe, a także studia doktoranckie. W instytucie kształci się studentów w trybie dziennym i zaocznym. Instytut wydaje pismo naukowe Anglica Wratislaviensia, poświęcone badaniom językoznawczym, literaturoznawczym i kulturoznawczym, które ukazuje się od roku 1972 jako rocznik w ramach serii Acta Universitatis Wratislaviensis. Redaktorem naczelnym pisma jest obecnie prof. Ewa Kębłowska-Ławniczak. Instytut dysponuje też samodzielną biblioteką instytutową. Ma również kierowane przez prof. Joannę Błaszczak laboratorium psycholingwistyczne, wyposażone w sprzęt do badań potencjałów wywołanych mózgu, w sprzęt okulograficzny i w software E-prime. W instytucie mieści się też Dolnośląskie Koło Polskiego Towarzystwa Neofilologicznego.
Siedzibą instytutu jest budynek dawnego Domu Pod Złotym Berłem przy ulicy Kuźniczej 22 we Wrocławiu, przebudowany na początku XXI wieku na potrzeby dydaktyczno-naukowe. 
Instytut powstał w 1975 roku w wyniku przekształcenia Katedry Filologii Angielskiej na podstawie ministerialnej. Pracownicy naukowi instytutu zajmowali często najważniejsze stanowiska w hierarchii uniwersyteckiej – dziekanów i prodziekanów. Instytut początkowo afiliowany był przy Wydziale Filozoficzno-Historycznym, a od reorganizacji struktur uniwersyteckich w 1988 roku przy Wydziale Nauk Historycznych i Pedagogicznych.

## Władze (2024-2028)
Dyrektor: prof. dr hab. Marek Kuźniak
Zastępca dyrektora ds. nauki i finansów: dr hab. Katarzyna Nowak-McNeice, prof. UWr
Zastępca dyrektora ds. promocji i współpracy z otoczeniem: dr Marcin Tereszewski
Zastępca dyrektora ds. dydaktycznych: dr Maja Lubańska
Zastępca dyrektora ds. studiów niestacjonarnych: dr Katarzyna Sówka-Pietraszewska

## Poczet dyrektorów

### Kierownicy Katedry
- 1945-1946: dr Juliusz Krzyżanowski
- 1946-1947: prof. dr hab. Jerzy Kuryłowicz
- 1947-1950: dr Juliusz Krzyżanowski
- 1950-1953: wakat
- 1965-1969: prof. dr hab. Jan Łanowski
- 1969-1975: dr (do 1971), dr hab. (od 1971) Jan Cygan

### Dyrektorzy Instytutu
- 1975-1987: prof. dr hab. Jan Cygan
- 1987-1992: doc. dr hab. Michał Post
- 1992-1996: prof. dr hab. Jan Cygan
- 1996-1997: dr hab. Tadeusz Piotrowski
- 1997-2002: dr hab. Anna Michońska-Stadnik
- 2002-2012: dr hab. (do 2010), prof. dr hab. (od 2010) Leszek Berezowski
- od 2012: dr hab. Marek Kuźniak

## Historia
Początki obecnego Instytutu Filologii Angielskiej na Uniwersytecie Wrocławskim związane są z powstaniem w 1945 roku polskiego Uniwersytetu Wrocławskiego i Politechniki Wrocławskiej, w których w ramach Wydziału Humanistycznego powołano do życia Katedrę Filologii Angielskiej z siedzibą w prawym skrzydle drugiego piętra budynku przy ulicy Szewskiej 49 (obecnie siedziba Instytutu Historycznego UWr). W 1950 roku pod pretekstem wdrażania kolejnej reformy szkolnictwa wyższego podzielono Wydział Humanistyczny na Wydział Filologiczny oraz Wydział Filozoficzno-Historyczny, jednocześnie likwidując nabór kandydatów na studia na kierunku filologia angielska. W 1953 roku dokonano oficjalnej likwidacji Katedry Filologii Angielskiej UWr.
W 1965 roku Rada Wydziału Filologicznego podjęła uchwałę o odtworzeniu Katedry Filologii Angielskiej. Pierwszą siedzibą reaktywowanej katedry był pokój na czwartym piętrze budynku przy ulicy Szewskiej 50/51 (obecnie Instytut Kulturoznawstwa UWr). W 1970 roku Ministerstwo Szkolnictwa Wyższego wyraziło zgodę na wznowienie od roku akademickiego 1970/1971 naboru kandydatów na filologię angielską na Uniwersytecie Wrocławskim. Siedzibę Katedry Filologii Angielskiej przeniesiono do dwóch pokoi na pierwszym piętrze gmachu Wydziału Filologicznego przy Placu Nankiera 7 (po lewej stronie przy głównej klatce schodowej). W 1975 roku, w dziesiątą rocznicę reaktywacji katedry, nadano jej nową formę organizacyjną. Katedra Filologii Angielskiej została przekształcona w Instytut Filologii Angielskiej.
W 1992 roku Instytut Filologii Angielskiej przeprowadził się do swej obecnej siedziby wzniesionej na działkach nr 22 i dawnej kamienicy Pod Złotym Berłem oraz działki nr 23.

## Kierunki kształcenia
Instytut kształci studentów na kierunku anglistyka, prowadząc:
- 3-letnie studia licencjackie (I stopnia) - stacjonarne i niestacjonarne oraz
- 2-letnie studia magisterskie (II stopnia) - również stacjonarne i niestacjonarne

Podczas studiów I i II stopnia można wybierać spośród trzech specjalizacji:
- filologiczna
- tłumaczeniowa
- język angielski w komunikacji profesjonalnej

Od 2015 r. Instytut prowadzi też międzynarodowe studia magisterskie w języku angielskim o nazwie Empirical and Theoretical Linguistics (ETHEL). Studia trwają cztery semestry i obejmują 800 godzin lekcyjnych o łącznej wartości 120 punktów ECTS. Ich program jest kombinacją teorii i praktyki i opiera się na kształceniu modułowym, a studenci mają znaczną swobodę wyboru kursów. Program kształcenia podzielony jest na moduły podstawowe i specjalistyczne, skupione na wybranych zagadnieniach z zakresu językoznawstwa teoretycznego, językoznawstwa stosowanego oraz psycholingwistyki. Uczestnicy mają do dyspozycji laboratoria psycholingwistyczne (wyposażone w aparaturę EEG oraz aparaturę okulograficzną), jak również specjalistyczne oprogramowania do badań eksperymentalnych (m.in. Presentation, E-Prime oraz SPSS). Oprócz zajęć praktycznych w laboratorium (pomagających w przygotowaniu do „zawodu technika laboratoryjnego”) przewidziane są również ćwiczenia praktyczne w wydawnictwie (nabywanie umiejętności lektorskich, edytorskich i organizacyjnych).
Instytut, w ramach Wydziału Filologicznego, prowadzi też studia doktoranckie - obecnie w IFA kształci się ponad 20 doktorantów.
Instytut prowadzi również Podyplomowe Studium Przekładu.

## Struktura organizacyjna

### ZakładJęzykoznawstwaAngielskiego i Porównawczego
Pracownicy:
- Kierownik: dr hab. Krzysztof Migdalski, prof. UWr
- prof. dr hab. Piotr Chruszczewski
- prof. dr hab. Tadeusz Piotrowski
- prof. dr hab. Bożena Rozwadowska
- dr Renata Barzycka-Szydełko
- dr Adam Biały

- dr Piotr Gulgowski
- dr Krzysztof Hwaszcz
- dr Hanna Kędzierska

- dr Dorota Klimek-Jankowska
- dr Maja Lubańska
- dr Przemysław Pawelec
- dr Katarzyna Sówka-Pietraszewska
- dr Wojciech Witkowski

### Zakład Glottodydaktyki
Pracownicy:
- Kierownik: prof. dr hab. Anna Michońska-Stadnik
- dr hab. Anna Mystkowska-Wiertelak, prof. UWr
- dr Małgorzata Baran-Łucarz
- dr Izabela Bartosz
- dr Anna Czura
- dr Małgorzata Jedynak
- dr Lech Zabor
- dr Anna Klimas
- dr Agata Słowik-Krogulec
- dr Lech Zdunkiewicz

- mgr Marek Herda
- mgr Radosław Siewierski
- mgr Eleonora Imbierowicz

- Elaine Horyza, M.A.

- mgr Jason Schock

### ZakładLiteratury Angielskieji Studiów Porównawczych
Pracownicy:
- Kierownik: prof. dr hab. Ewa Kębłowska-Ławniczak
- dr hab. Anna Budziak, prof. UWr
- dr hab. Teresa Bruś, prof. UWr
- dr hab. Justyna Deszcz-Tryhubczak, prof. UWr
- dr hab. Wojciech Drąg, prof. UWr[12]
- dr hab. Dorota Kołodziejczyk, prof. UWr
- dr Paulina Pająk
- dr Marcin Tereszewski

### ZakładLiteraturyi Kultury Amerykańskiej
Pracownicy:
- Kierownik: dr hab.  Dominika Ferens, prof. UWr
- dr hab. Zofia Kolbuszewska, prof. UWr
- dr hab. Katarzyna Nowak-McNeice, prof. UWr
- dr hab. Mateusz Świetlicki, prof. UWr[13]
- dr hab. Agata Zarzycka, prof. UWr

- dr Elżbieta Klimek-Dominiak
- dr Laura Suchostawska
- mgr Anna Pilińska

### ZakładTranslatoryki
Pracownicy:
- Kierownik: dr hab. Michał Garcarz, prof. UWr
- prof. dr hab. Leszek Berezowski
- dr hab. Marek Kuźniak, prof. UWr
- dr hab. Michał Szawerna, prof. UWr
- dr hab. Marcin Walczyński, prof. UWr
- dr Piotr Czajka
- dr Maciej Litwin
- dr Jacek Woźny

### PracowniaLiteratury oraz Kultury Dziecięcej i Młodzieżowej
- Kierownik: dr hab. Mateusz Świetlicki, prof. UWr

### Pracownia Badań Płci Kulturowej
- Kierownik: dr Elżbieta Klimek-Dominiak

### PracowniaFonetykiiFonologii
- Kierownik: dr Przemysław Pawelec

### Pracownia Badań Eksperymentalnych nad Językiem
- Kierownik: dr Dorota Klimek-Jankowska[14]

### Pracownia Badań nad Pisarstwem Autobiograficznym XX i XXI wieku
- Kierownik: dr hab. Teresa Bruś, prof. UWr

### Pracownia Studiów Postkolonialnych
- Kierownik: dr hab. Dorota Kołodziejczyk, prof. UWr

### Pracownia Badań nad Ponglishem i Nowymi Odmianami Języków
- Kierownik: dr hab. Michał Garcarz, prof. UWr

### Biblioteka Instytutu Filologii Angielskiej
Pracownicy:
- Kierownik: mgr Ewa Jangas
- mgr Anna Rękas
- mgr Dorota Taboł
- dr Maciej Paprocki
- Alina Jankowska